# Rustica dulcis
Rustica dulcis là một loài bướm đêm thuộc họ Erebidae. Nó được tìm thấy ở vùng núi của Sikkim ở miền bắc Ấn Độ.
Sải cánh dài khoảng 13 mm. 